# Socialpsykologi
Socialpsykologi er dels en disciplin indenfor psykologi, dels en disciplin indenfor sociologi, der i begge tilfælde handler om forholdet mellem individ og samfund. Det betragtes ofte som et forskningsområde i krydsfeltet mellem sociologi og psykologi. Undertiden betragtes socialpsykologi også som et selvstændigt fag.

## Socialpsykologi indenfor psykologi
Socialpsykologi handler om emner som attituder, holdninger, identitet, attribution, grupper og social virkelighed.
Man har f.eks. undersøgt attribution/inferens af personlighed, almindelige bias og tendenser ved dette og kulturelle forskelle.
Socialpsykologer har tidligere gennemført dramatiske eksperimenter, hvor man f.eks. har undersøgt gruppepres. I et eksperiment ændrede forsøgspersoner deres perception af længden af to linjer, når de oplevede, at andre "forsøgspersoner" i lokalet, som i virkeligheden deltog som forskningsmedhjælpere, alle gav udtryk for en anden holdning. Dette medførte hos den enkelte tvivl om hvorvidt han var mentalt rask og en følelse af pinlighed ved at fortælle om sine afvigende oplevelser.
Et andet dramatisk eksempel er det klassiske "Stanford Prison Experiment" af Philip G. Zimbardo i 1971, hvor to grupper af forsøgspersoner blev sat op imod hinanden som fangevogtere og fanger i et fængsel med skræmmende resultater. Forsøget demonstrerede, hvordan mennesker lever sig ind i de roller, de forventes at indtage.
Et af de mest kontroversielle forsøg er "Milgrameksperimentet", der blev udført af Stanley Milgram i 1961. Her påviste Milgram, at de fleste forsøgspersoner kunne presses til at udsætte andre mennesker for livsfarlig tortur, alene fordi de fik at vide af en "legitim" autoritet (forsøgslederen), at det var nødvendigt.
Mange af disse eksperimenter vil være forbudt eller opfattet som uetiske i dag, da de udføres uden forsøgspersonens fulde vidende, og dermed uden hans/hendes informerede samtykke.

## Socialpsykologi inden for sociologi
Man beskæftiger sig blandt andet med socialpsykologi inden for sociologien, især mikrosociologien. Sociologi som videnskab undersøger det sociale i hele dets udstrækning, hvilket derfor indebærer makrofænomener såsom samfund og stratificering, men også mikrofænomener såsom interaktioner og grupper. Både socialpsykologien og mikrosociologien undersøger disse mikrofænomener, men ikke altid med samme udgangspunkt. Socialpsykologiske undersøgelser og teorier tager altid udgangspunkt i individet agens og forskelligheder i forklaringen af sociale interaktioner. Mikrosociologiske undersøgelser kan anlægge et sådan perspektiv, hvilket derfor underordner socialpsykologien mikrosociologien, men mikrosociologien har ofte også et bredere fokus på miljø og situationelle faktorer. Georg Simmel, Erving Goffman og Harvey Sacks' sociologiske analyser og teori inddrager således mere end individernes psykologiske træk for at forklare adfærd.
Sociologisk socialpsykologi er interesseret i både individer og grupper, men ofte i sammenhæng med større sociale strukturer og processer. Socialpsykologi udforsker en række sociale og kulturelle fænomener, såsom sociale roller, race, klasse, køn, familie, socialisering, socio-kulturel forandring, social identitet og symbolsk interaktion.